# 右尹
判尹（パンユン）は、朝鮮王朝の官職。

## 歴史
都漢城府の長官である。正二品官であり、判書級として都城の行政・司法・治安を管掌した。その下に補佐職たる次官として従二品官の左尹と右尹、従四品官の庶尹などの官員を置いていた。漢城府の行政・司法の両権を持っていたため、現在のソウル特別市長・ソウル高等法院長・ソウル高等検察庁長を併せた職掌に相当する。高宗31年（1894年）の甲午改革で廃止された。